# 卡贊斯卡山
71°58′S 13°15′E / 71.967°S 13.250°E
卡贊斯卡山（英語：Kazanskaya Mountain）是南極洲的山峰，位於東部南極洲的毛德皇后地，屬於斯內斯卡爾克加嶺的一部分，是魏普雷希特山脈的北端，海拔高度2,690米，由德國南极探险队从航空照片中发现并绘制。可能以俄罗斯城市喀山命名。